# James Marsden
Pour les articles homonymes, voir James et Marsden.
James Marsden, né le 18 septembre 1973 à Stillwater, dans l'Oklahoma, est un acteur, chanteur et mannequin américain.
Il commence sa carrière dans les années 1990, en décrochant des seconds rôles à la télévision et au cinéma.
Il accède à une notoriété publique importante au début des années 2000, grâce à son rôle du mutant Scott Summers / Cyclope dans la saga cinématographique X-Men (2000-2014) et sa participation dans la série télévisée Ally McBeal (2001-2002). Il enchaîne en tenant des rôles principaux, notamment dans la production Disney Il était une fois (2007), la comédie romantique 27 robes (2008), la comédie musicale acclamée par la critique Hairspray (2007) et le thriller horrifique The Box (2009).
Dans les années 2010, il confirme dans le registre comique avec Panique aux funérailles (2010), la comédie d'animation Hop (2011), Bachelorette (2012), Robot and Frank (2012), Blackout total (2014) et séduit la critique avec son rôle de guest dans la série comique 30 Rock (2012-2013). L'acteur joue aussi des rôles secondaires, le drame salué Le Majordome (2013), le film d'action 2 Guns (2013), le thriller Vertiges (2014), la comédie Légendes vivantes (2014).
Mais cette décennie est surtout marquée par un retour télévisuel au premier plan : d'abord en étant l'une des têtes d'affiche de la série de science fiction plébiscitée et multi récompensée Westworld (2016-2018 et 2022), puis avec la première saison de la comédie noire de Netflix, Dead to Me (2019-2020), la mini-série chorale Mrs. America (2020) et la série fantastique Le Fléau (2020).

## Biographie

### Jeunesse et formation
James Paul Marsden est né le 18 septembre 1973 d'un père chercheur en biologie à l'Université du Kansas et d'une mère nutritionniste. Il a deux sœurs, Jennifer et Elizabeth, et deux frères, Jeff et Robert. Ses parents divorcent lorsqu'il a 9 ans. Il a des origines anglaises, allemandes et écossaises.
Au cours de son adolescence, il fréquente l'école secondaire Putnam City North. Après avoir obtenu son diplôme en 1991, il fréquente l'université d’État d'Oklahoma, il y étudie le journalisme et devient membre de la fraternité Delta Tau Delta.
En vacances avec sa famille à Hawaï, il rencontre l'acteur Kirk Cameron et sa sœur, Candace Cameron Bure. Il est invité à les rejoindre à Los Angeles et y développe son intérêt pour le milieu du divertissement.

### Débuts et révélation
Marsden doit son premier rôle marquant sur l'épisode pilote d'Une nounou d'enfer, en 1993. Il joue Eddie, le petit ami de Margaret Sheffield. Il enchaîne ensuite les petites apparitions dans des séries télévisées, et des téléfilms.
Entre 1996 et 1997, il fait partie de la distribution principale de la série dramatique familiale La famille du bonheur. Cette exposition lui permet de passer à des castings pour le cinéma. En 1996, on lui préfère Edward Norton pour le rôle principal du film policier Peur primale mais enchaîne sur quelques films pour adolescents tels que Comportements troublants, en 1998, bien qu'il refuse le rôle de Studio 54 attribué à Ryan Phillippe. Il joue ensuite dans le drame Fausses Rumeurs avec Kate Hudson et dans le teen movie Sugar Spice, entre 2000 et 2001.
C'est au début des années 2000 qu'il est véritablement révélé au grand public. Il est d'abord choisi par le réalisateur Bryan Singer pour prêter ses traits au personnage des comics Marvel, le mutant leader Cyclope, dans le blockbuster X-Men. Le film est un énorme succès surprise de l'été 2000, et permet à ses acteurs de se voir proposer différents projets. L'interprétation de l'acteur est ici récompensée par le Blockbuster Entertainment Awards du meilleur acteur dans un second rôle.
Marsden surprend en acceptant de rejoindre le casting de la cinquième saison de la série judiciaire et comique Ally McBeal. Les audiences de la série sont néanmoins mauvaises, après des années de succès, et l'arrêt de la série est prononcée à l'issue de cette saison. Il enchaîne avec un petit rôle dans le loufoque Zoolander signé par Ben Stiller, tout en se préparant pour le tournage l'été suivant de X-Men 2. Le film, sorti en 2003, confirme la popularité de la franchise, en surpassant son prédécesseur en termes de retombées critiques et commerciales.
Néanmoins, les suites de sa carrière sont plus mitigées : deux projets qu'il porte - en 2004, The 24th Day, un drame dont il partage l'affiche avec une autre valeur montante, Scott Speedman, passe inaperçu, et le film de mafia 10th & Wolf est un flop en 2006. Quant aux projets pour lesquels il accepte des seconds rôles - la comédie Lies & Alibis, portée par sa partenaire de X-Men Rebecca Romijn-Stamos, est également un échec, mais réussit à séduire la critique avec le drame choral new-yorkais Heights.

### Progression et succès commercial
L'acteur renoue de façon particulière avec les super-héros : en acceptant un rôle dans Superman Returns, l'acteur fait confiance au réalisateur Bryan Singer une seconde fois, mais pour cela voit son personnage dans X-Men réécrit pour le troisième opus, réalisé par Brett Ratner. Ainsi, X-Men : L'Affrontement final sort en 2006, et malgré un box-office excellent, essuie des critiques très mauvaises, et le personnage de Cyclope y est complètement mis à l'écart du récit principal. Son interprétation dans Superman Returns est néanmoins saluée par une nomination au titre de meilleur acteur dans un second rôle lors des Saturn Awards.
Durant cette période, l'acteur fait partie de plusieurs succès populaires, comme le mélodrame N'oublie jamais, avec Ryan Gosling et Rachel McAdams, sorti en 2004. Il poursuit ainsi dans cette veine romantique, mais davantage sur le terrain de l'humour. Il joue ainsi le prétendant de Katherine Heigl pour la comédie romantique 27 robes, qui rencontre un vif succès commercial bien qu'elle divise la critique.

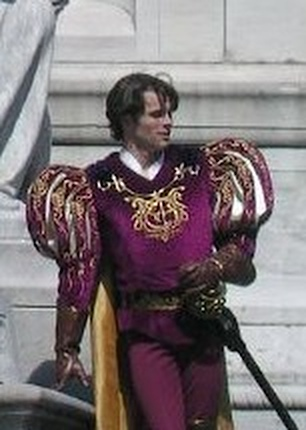
James Marsden, sur le tournage du film Il était une fois le 22 mai 2006.

Il incarne ensuite le prince charmant d'Amy Adams pour la parodie musicale de contes de fées produite par Disney, Il était une fois. Acclamée par la critique cette super production est nommée pour trois Oscars, deux Golden Globes et remporte de nombreuses récompenses, en plus d'un colossal résultat au box office mondial. Il rejoint aussi la distribution de la comédie musicale Hairspray aux côtés de Michelle Pfeiffer, John Travolta, Queen Latifah, Nikki Blonsky, Christopher Walken et bien d'autres. L'acteur signe ici un nouveau succès critique et public. Seul ombre au tableau, sa participation dans un rôle mineur pour la comédie potache Sex Drive, sortie en 2008 dans l'indifférence.
Il tente de revenir à des projets plus ambitieux : mais la comédie Accidental Love, réalisée par David O. Russell, voit sa sortie bloquée à la suite de désaccords du cinéaste avec la production, et le remake Panique aux funérailles, réalisé par Neil LaBute, sorti en 2010, laisse indifférent. Sur un terrain plus dramatique, il parvient cependant à séduire et retrouver le public, lorsqu'il donne la réplique à la star Cameron Diaz pour le thriller de science-fiction The Box, écrit et réalisé par Richard Kelly, et sorti en 2009. En revanche, il signe une contre-performance en tête d'affiche du thriller Chiens de paille, reprenant un rôle jadis tenu par Dustin Hoffman, mais cette fois sous la direction de Rod Lurie,.

### Confirmation dans la comédie et retour télévisuel
Il s'aventure parallèlement sur le terrain des productions destinées à la jeunesse et signe deux francs succès commerciaux, : d'abord en 2010, en prêtant sa voix à l'un des personnages de la suite du film animalier Comme chiens et chats : La Revanche de Kitty Galore, puis en 2011, en faisant face à un lapin numérique dans Hop. Cette même année, il reçoit le Spotlight Award lors du Festival du film de Savannah, en récompense pour l'ensemble de sa carrière.

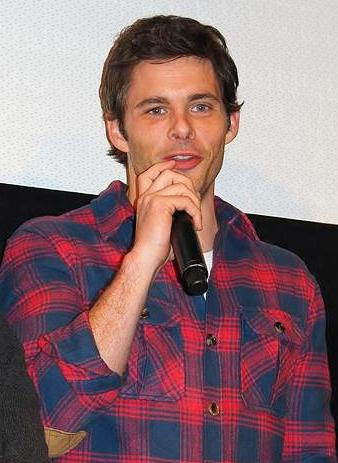
James Marsden lors de l'avant première de Robot and Frank 22 janvier 2012.

L'année 2012 lui permet de trouver un équilibre dans sa carrière, plus particulièrement sur le terrain de la comédie. Il se voit d'abord confier un rôle récurrent dans l'acclamée sitcom 30 Rock, face à une référence de l'humour, Tina Fey. Une intervention récompensée par le titre de Meilleur guest dans une série télévisée comique par l'Online Film & Television Association. Il évolue également dans la comédie de femmes Bachelorette, menée par le trio - Kirsten Dunst, Isla Fisher et Lizzie Caplan ; puis il participe à la comédie dramatique indépendante douce-amer Robot and Frank, de Jake Schreier, qui lui permet de renouer avec la critique. En effet, la production est remarquée au Festival du cinéma américain de Deauville et lauréate lors du Festival du film de Sundance 2012.
L'année 2013  débute avec deux autres projets indépendants qui ne rencontrent pas les faveurs de la critique : la romance As Cool as I Am, portée par Claire Danes, et le plus expérimental Small Apartments, avec notamment Billy Crystal. Elle est marquée par deux incursions dramatiques plébiscitées, : le mélodrame historique Le Majordome, de Lee Daniels, pour lequel il prête ses traits à John Fitzgerald Kennedy, et du film d'action 2 Guns, portée par le tandem Denzel Washington / Mark Wahlberg.
En 2014, l'acteur revient à la comédie pure, en participant à l'attendue suite Légendes vivantes, d'Adam McKay, puis en donnant la réplique à Elizabeth Banks pour la comédie romantique potache Blackout total, écrite et réalisée par Steven Brill. Surtout, il reprend son rôle de Cyclope pour le blockbuster  X-Men: Days of Future Past, qui marque aussi le retour du réalisateur Bryan Singer à la franchise. Si le film est acclamé par la critique et le public, l'acteur essuie parallèlement un échec controversé : la romance  Une seconde chance, dont il partage l'affiche avec Michelle Monaghan, divise la critique et réalise des recettes en deçà des attentes,.
Les flops du thriller The Loft, dont il tient l'un des rôles principaux, et de la comédie Jet Lag, de Ken Scott, en 2015, le poussent à revenir à la télévision. Il accepte ainsi l'un des rôles principaux de l'attendue série de science-fiction Westworld, lancée en octobre 2016 par la chaîne HBO. La série rencontre un franc succès critique et commercial. Elle est notamment nommée pour trois Golden Globes, plébiscitée par les Emmy Awards et élue Meilleure série de science fiction lors des Saturn Awards 2017. La prestigieuse cérémonie des Critics' Choice Television Awards la considère comme la nouvelle série la plus excitante de l'année.

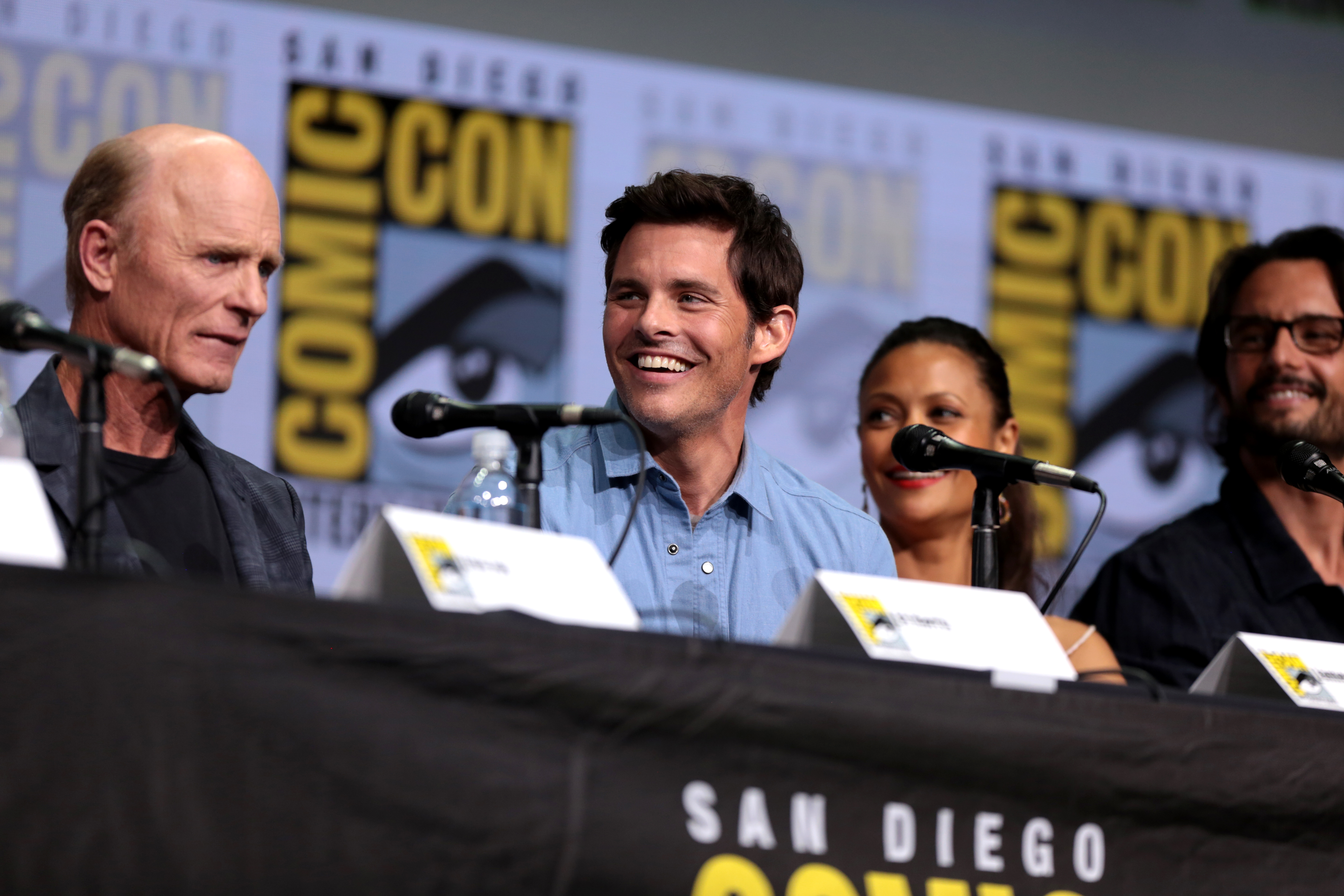
Une partie du casting de la série Westworld au Comic-Con le 22 juillet 2017.

Ce retour au succès lui permet de décrocher le premier rôle masculin du film Sonic the Hedgehog. Il s'agit d'une adaptation cinématographique, mêlant animation et prises de vues réelles, du personnage Sonic, tiré de la série de jeux vidéo du même nom de Sega,. Commercialisé en 2020, avec plus de 58 millions de dollars de recettes récoltées en seulement une journée, il est le meilleur démarrage en ce jour férié aux États-Unis, mais aussi le meilleur démarrage pour une adaptation de jeu vidéo de tous les temps au cinéma,,,. Dans le même temps, il rejoint la distribution, dans un rôle secondaire, du film de Quentin Tarantino, Once Upon a Time… in Hollywood qui suit les aventures de deux acteurs dans le Los Angeles de 1969.
En 2019, il rejoint la distribution principale de Dead to Me, une série comique développée par la plateforme Netflix, aux côtés des actrices Christina Applegate et Linda Cardellini. Seulement un mois après sa sortie sur la plateforme de streaming et saluée par les critiques,,, la série est renouvelée pour une saison 2. En parallèle, l'acteur se tourne vers une mini-série développée par le réseau FX, Mrs. America et intègre ainsi un casting choral notamment composé de Sarah Paulson, Cate Blanchett, Uzo Aduba, Rose Byrne, John Slattery et Jeanne Tripplehorn. Puis, il rejoint aussi la distribution de la série Le Fléau, adaptée de Stephen King et réalisée par Josh Boone pour la plateforme CBS All Access.

### Vie privée
James Marsden a épousé l'actrice Lisa Linde, fille du compositeur de musique country Dennis Linde, le 22 juillet 2000. Marsden et Linde ont deux enfants, Jack Holden né en 2001 et Mary James née en 2005. Lisa Linde a demandé le divorce le 23 septembre 2011.
James Marsden a également eu un autre fils, William Luca Costa-Marsden, né le 14 décembre 2012 avec le mannequin Rose Costa. Quelques jours plus tard, ils se séparent.

## Filmographie

### Cinéma

#### Années 1990
- 1998 : Comportements troublants (Disturbing Behavior) de David Nutter : Steve Clark
- 1997: les charmes de la vengeance (Bella Mafia)

#### Années 2000
- 2000 : Fausses Rumeurs (Gossip) de Davis Guggenheim : Derrick Webb
- 2000 : X-Men de Bryan Singer : Scott Summers / Cyclope
- 2001 : Bad Girls (Sugar and Spice) de Francine McDougall : Jack Bartlett
- 2001 : Zoolander de Ben Stiller : John Wilkes Booth
- 2002 : Interstate 60 de Bob Gale : Neal Oliver
- 2003 : X-Men 2 (X2) de Bryan Singer : Scott Summers / Cyclope
- 2004 : N'oublie jamais (The Notebook) de Nick Cassavetes : Lon Hammond
- 2004 : Le 24ème Jour (The 24th Day) de Tony Piccirillo : Dan
- 2004 : Heights de Chris Terrio : Jonathan
- 2005 : The Alibi de Matt Checkowski et Kurt Mattila : Wendell Hatch
- 2006 : 10th and Wolf de Robert Moresco : Tommy
- 2006 : X-Men : L'Affrontement final (X-Men: The Last Stand) de Brett Ratner : Scott Summers / Cyclope
- 2006 : Superman Returns de Bryan Singer : Richard White
- 2007 : Hairspray d'Adam Shankman : Corny Collins
- 2007 : Il était une fois (Enchanted) de Kevin Lima : Prince Edward
- 2008 : 27 robes (27 Dresses) de Anne Fletcher : Kevin / Malcolm Doyle
- 2008 : Sex Drive de Sean Anders : Rex
- 2009 : The Box de Richard Kelly : Arthur Lewis

#### Années 2010
- 2010 : Panique aux funérailles (Death at a Funeral) de Neil LaBute : Oscar
- 2010 : Comme chiens et chats : La Revanche de Kitty Galore (Cats and Dogs: The Revenge of Kitty Galore) de Brad Peyton : Diggs (voix)
- 2011 : Hop de Tim Hill : Fred
- 2011 : Chiens de paille (Straw Dogs) de Rod Lurie : David Sumner
- 2012 : Bachelorette de Leslye Headland : Trevor
- 2012 : Robot and Frank de Jake Schreier : Hunter
- 2012 : Small Apartments de Jonas Åkerlund : Bernard Franklin
- 2013 : Le Majordome (The Butler) de Lee Daniels : John Fitzgerald Kennedy
- 2013 : 2 Guns de Baltasar Kormákur : Quince
- 2013 : Le Conte de la princesse Kaguya (Kaguya-hime no monogatari) de Isao Takahata : le prince Ishitsukuri (voix)
- 2013 : As Cool as I Am (en) de Max Mayer : Chuck Diamond
- 2014 : Blackout total (Walk of Shame) de Steven Brill : Gordon
- 2014 : X-Men: Days of Future Past de Bryan Singer : Scott Summers / Cyclope
- 2014 : Vertiges (The Loft) d'Erik Van Looy : Chris Vanowen
- 2014 : Légendes vivantes (Anchorman 2: The Legend Continues)  d'Adam McKay : Jack Lime
- 2014 : Une seconde chance (The Best of Me) de Michael Hoffman : Dawson Cole
- 2014 : Welcome to Me de Shira Piven (en) : Rich Ruskin
- 2015 : L'Amour par accident (Accidental Love) de David O. Russell : Scott
- 2015 : Jet Lag de Ken Scott : Jim Spinch
- 2015 : The D Train (en) de Jarrad Paul et Andrew Mogel : Oliver Lawless
- 2017 : Shock and Awe de Rob Reiner : Warren Strobel
- 2017 : The Female Brain de Whitney Cummings : Adam
- 2018 : Henchmen de Adam Wood : Hank (voix)
- 2019 : Once Upon a Time… in Hollywood de Quentin Tarantino : Burt Reynolds (caméo, version longue)

#### Années 2020
- 2020 : Sonic, le film (Sonic the Hedgehog) de Jeff Fowler : Tom Wachowski
- 2022 : Sonic 2, le film (Sonic the Hedgehog 2) de Jeff Fowler : Tom Wachowski
- 2022 : Il était une fois 2 (Disenchanted) d'Adam Shankman : le prince Edward
- 2023 : Knox (Knox Goes Away)  de Michael Keaton : Miles Knox
- 2023 : La Pat' Patrouille : La Super Patrouille, le film (PAW Patrol: The Mighty Movie) de Cal Brunker : Hank (voix)
- 2024 : Unfrosted : L'Épopée de la Pop-Tart (Unfrosted) de Jerry Seinfeld : Jack LaLanne
- 2024 : Sonic 3, le film (Sonic the Hedgehog 3) de Jeff Fowler : Tom Wachowski
- 2026 : Avengers: Doomsday de Anthony et Joe Russo : Scott Summers / Cyclope

### Télévision

#### Téléfilms
- 1993 : In the Line of Duty: Ambush in Waco (en) de Dick Lowry : Steven Willis
- 1994 : Search and Rescue de Paul Krasny : rôle non communiqué
- 1996 : Rendez-moi maman (Gone in a Heartbeat ) de Jerry Jameson : Michael Galler
- 1997 : On the Edge of Innocence (en) de Peter Werner : Jake Walker
- 1997 : Bella Mafia (en) (autre titre alternatif en français : Les charmes de la vengeance) de David Greene : Luka
- 2000 : 919 Fifth Avenue de Neil Hagar : Will
- 2015 : Piégés (Into the Grizzly Maze) de David Hackl : Rowan
- 2017 : Pharmacy Road (Tour de Pharmacy) de Jake Szymanski : Rex Honeycut

#### Séries télévisées
- 1993 : Sauvés par le gong : La Nouvelle Classe : Chad Westerfield (saison 1, épisode 7)
- 1993 : Joe's Life (en) : Brian (saison 1, épisode 9)
- 1993-1994 : Une nounou d'enfer : Eddie (saison 1, épisodes 1, 2 et 4)[38]
- 1994 : Boogies Diner (en) : Jason (saison 2, épisode 28)
- 1994 : Heavenly Road : Jeremy (pilote)
- 1995 : Petite Fleur : Josh (saison 5, épisode 17)
- 1995 : La Vie à cinq : Griffin Holbrook (saison 1, épisode 22)
- 1995 : Les Anges du bonheur : Jake (saison 2, épisode 5)
- 1996-1997 : La Famille du bonheur : Ricky Beckett (saisons 1 et 2, 21 épisodes)
- 1997 : Extrême Ghostbusters : Garret Miller (voix, saison 1, épisode 18)
- 1998 : Au-delà du réel : Brav (saison 4, épisode 8)
- 2001-2002 : Ally McBeal : Glenn Foy (saison 5, 13 épisodes)
- 2009 : Robot Chicken : Jason Chambers / Lion (voix, saison 4, épisode 19)
- 2011 : Modern Family : Barry (saison 2, épisode 11)
- 2012-2013 : 30 Rock : Criss (saisons 6 et 7, 13 épisodes)
- 2014-2016 : Wander : Sir Brad Starlight (voix, saison 1, épisodes 9 et 16 et saison 2, épisode 19)
- 2016-2018 et 2022 : Westworld : Teddy Flood (rôle principal, saisons 1, 2 et 4, 22 épisodes)
- 2018 : Carpool Karaoke : Teddy (1 épisode)
- 2019-2022 : Dead To Me : Steve Wood / Ben Wood (rôle principal, 18 épisodes)
- 2020 : Le Fléau : Stu Redman (rôle principal, 10 épisodes)
- 2020 : Mrs. America : Phil Crane (rôle récurrent, 4 épisodes)
- 2025 : Paradise : Cal Bradford, le président des États-Unis (rôle principal, 8 épisodes)

### Clip vidéo
- 1998 : Got You (Where I Want You) de The Flys.

## Distinctions
Sauf indication contraire ou complémentaire, les informations mentionnées dans cette section proviennent de la base de données IMDb.

### Récompenses
- Blockbuster Entertainment Awards 2001 : Meilleur acteur dans un second rôle dans un film de science fiction pour X-Men
- Festival du film de Hollywood 2007 : Meilleure distribution pour Hairspray
- Critics' Choice Movie Awards 2008 : Meilleure distribution pour Hairspray
- Festival international du film de Palm Springs 2008 : Meilleure distribution pour Hairspray
- Online Film & Television Association 2011 : Meilleur acteur invité dans une série télévisée comique pour 30 Rock
- Savannah Film Festival 2011 : Spotlight Award (récompense d'honneur)

### Nominations
- MTV Movie & TV Awards 2001 : Meilleure distribution pour X-men
- Saturn Awards 2007 : Meilleur acteur dans un second rôle pour Superman Returns
- Gold Derby Awards 2008 : Meilleure distribution pour Hairspray
- Screen Actors Guild Awards 2008 : Meilleure distribution pour Hairspray
- Teen Choice Awards 2008 : 
  - Meilleur acteur dans une comédie pour 27 Robes
  - Meilleur acteur dans une comédie pour Il était une fois
- Teen Choice Awards 2010 : Meilleur voleur de vedette pour Panique aux funérailles
- Gold Derby Awards 2012 : Meilleur acteur invité dans une série télévisée comique pour 30 Rock
- MTV Movie & TV Awards 2014 : Meilleure baston pour Légendes vivantes
- Screen Actors Guild Awards 2014 : 
  - Meilleure distribution dans une série télévisée comique pour 30 Rock
  - Meilleure distribution dans un film pour Le majordome
- Behind the Voice Actors Awards 2015 : Meilleure performance vocal d'ensemble pour Kaguyahime no monogatari
- Screen Actors Guild Awards 2017 : Meilleure distribution dans une série télévisée comique pour Westworld
- Golden Globes 2024 : Meilleur acteur dans un second rôle dans une série, une mini-série ou un téléfilm  pour Jury Duty

## Voix francophones
En version française, James Marsden est dans un premier temps doublé par Denis Laustriat dans Une nounou d'enfer et Rendez-moi maman ainsi que par Vincent Barazzoni dans La Famille du Bonheur et Guillaume Lebon dans Comportements troublants.
Depuis Fausses Rumeurs sorti en 2000, Damien Boisseau est sa voix dans la quasi-intégralité de ses apparitions. Il le retrouve notamment la série de films X-Men, Ally McBeal, N'oublie jamais, The Box, Robot and Frank, Le Majordome, 2 Guns, Westworld, Dead To Me, les films Sonic, Mrs. America ou encore Le Fléau. Il est remplacé à deux reprises par Axel Kiener (Superman Returns et Légendes vivantes), Pierre Tessier (Il était une fois et sa suite) et Pierre Lognay (Jet Lag et Knox) ainsi qu'à titre exceptionnel par Emmanuel Curtil dans Hairspray, Jean-Christophe Dollé dans Hop, Fabrice Fara dans 30 Rock et Pascal Nowak dans Unfrosted.
En version québécoise, il est régulièrement doublé par Martin Watier qui est sa voix dans Commérages, Les Pages de notre amour, Il était une fois, Hairspray, Plein Gaz, Une seconde chance, Grizzly et Sonic le hérisson. Daniel Roy le double à quatre reprises dans 27 robes, Joyeuses funérailles, Hop et Quitte ou double tandis que Gilbert Lachance le double à deux reprises dans Pomme et Cannelle et Le Retour de Superman. Enfin, Yvan Benoît le double dans X-Men et Éric Bruneau dans Les Chiens de paille.